# Nový Svet
Nový Svet é um município da Eslováquia, situado no distrito de Senec, na região de Bratislava. Tem 7,75 km² de área e sua população em 2019 foi estimada em 89 habitantes.

## Demografia
| Ano:        | 1994 | 2004 | 2014    | 2024    |
| ----------- | ---- | ---- | ------- | ------- |
| Broj ljudi: | 0    | 59   | 86      | 101     |
| Razlika:    |      | –    | +45,76% | +17,44% |

| Ano:               | 2023 | 2024   |
| ------------------ | ---- | ------ |
| Número de pessoas: | 102  | 101    |
| Diferença:         |      | -0,98% |